# Sefro
Sefro é uma comuna italiana da região dos Marche, província de Macerata, com cerca de 433 habitantes. Estende-se por uma área de 42 km², tendo uma densidade populacional de 10 hab/km². Faz fronteira com Camerino, Fiuminata, Pioraco, Serravalle di Chienti.

## Demografia
| Variação demográfica do município entre 1861 e 2011                               |
|                                                                                   |
| Fonte: Istituto Nazionale di Statistica (ISTAT) - Elaboração gráfica da Wikipedia |